# Émile Tibbaut
Le baron Émile Tibbaut, né à Kalken, le 15 juin 1862 et mort le 19 décembre 1935 à Paris, est un homme politique belge, membre du Parti catholique.

## Biographie
Émile Louis Marie Tibbaut est le fils d'Adolphe Tibbaut, notaire à Kalken, et d'Antoinette De Vuyst. Il épouse Marguerite Herman (1860-1940) et ils ont trois enfants. 
Il étudie à l'Université catholique de Louvain où il obtient un doctorat en droit. Par la suite, il s'établit en tant qu'avocat inscrit au barreau de Gand. 
Il siège au conseil municipal de Gand de 1896 à 1899. En 1898 il est élu député de l'arrondissement de Termonde, en tant que représentant du Mouvement ouvrier chrétien (MOC). Il exerce cette fonction jusqu'à sa mort en 1935. De 1928 à 1930 il est vice-président, puis, de 1928 à 1930, président de la Chambre des représentants.
En 1909, il fait un long voyage d'étude à travers le Congo belge. Il en revient enthousiasmé et, à partir de là, il se consacre entre autres à tenter de trouver des solutions aux problèmes de la colonie. Il fonde la Société d'Assistance sociale et de l'Association d'Agronomie tropicale. Il devient également président du Comité permanent du Congrès colonial ainsi que de l'Association d'agronomie tropicale et subtropicale, fondée par le ministre des Colonies Louis Franck.
Pendant la Première Guerre mondiale, il préside le Conseil de l'agriculture et la Section agriculture du Comité National de Secours et d'Alimentation, CNSA.
Il est anobli par le roi Albert Ier en 1922, avec le titre de baron et, en 1930, il est nommé ministre d'État. 

## Publications
- Les étapes de la mutualité rurale, Brussel, 1903.
- Exposé de la question caprine en Belgique, Brussel, 1903
- Krediet voor de kleine burgerij, Gent, 1906.
- L'œuvre du coin de terre. Manuel de propagande, Brussel, 1907.
- La réassurance-maladie en Belgique, Brussel, 1907.
- De sluimerende krachten van den buiten, Gent, 1908.
- Nos missionnaires au Congo, Brussel, 1910.
- Les missionnaires ont droit à la vérité!, Brussel, 1914.
- L'action agricole et sociale de lord Leverhulme au Congo, Brussel, 1926.

## Sources
- (nl) 1918-1940: Middenstandsbeweging en beleid in België, Peter Heyman, Univ.Pers, Leuven, 1998.
- E. VAN DER STRAETEN, baron Emile Tibbaut, in: Biographie coloniale belge. T. V, Brussel, 1958.
- Paul VAN MOLLE, Het Belgisch parlement, 1894-1972, Antwerpen, 1972.
- Leen VAN MOLLE, Katholieken en Landbouw. Landbouwpolitiek in België, 1884-1914, Leuven, 1989.
- Leen VAN MOLLE, Ieder voor allen. De Belgische Boerenbond, 1890-1990, Leuven, 1990.
- Oscar COOMANS DE BRACHÈNE, État présent de la noblesse belge, Annuaire 1999, Brussel, 1999.
- Peter HEYRMAN, Middenstandsbeweging en beleid in België: tussen vrijheid en regulering, 1918-1940 Leuven, 1998.
- Henk DE SMAELE & Jo TOLLENBEEK, Politieke representatie, Leuven, 2002.